# Рубен Клуйверт
Рубен Клуйверт (на нидерландски: Ruben Kluivert) е нидерландски футболист, защитник, който играе за Каса Пиа.

## Кариера
Клуйверт е роден в Амстердам. Започва да тренира футбол в местния клуб Амстердамше ФК, преди да се премине в Утрехт, където прави своя дебют с резервния отбор в Ерсте Дивизи. Той дебютира в първия отбор на 11 май 2022 г. в Ередивизи като резерва в добавеното време на Вилем Янсен при домакинското равенство 2:2 с АЗ Алкмаар.
На 1 септември 2023 г. Клуйверт подписва двугодишен договор с Дордрехт.
От 2024 г. е футболист на португалския Каса Пиа.

## Личен живот
Клуйверт произхожда от футболно семейство. Неговият дядо Кенет е играл за суринамския отбор ШФ Робинхуд и се премества в Нидерландия през 1970 г. Баща му Патрик Клуйверт, играе за европейски клубове, включително Аякс и Барселона, и е дългогодишен нидерландски национал. По-големият му брат Джъстин Клуйверт също е футболист и играе за АФК Борнемут и националния отбор.